# Vasas Sport Club (water-polo)
Le club omnisports Vasas Sport Club de Budapest comprend une section water-polo qui a remporté cinq coupes européennes de 1980 à 2001.

## Historique
La section water-polo est créé en 1945 et remporte son premier titre de champion et sa première coupe de Hongrie dès 1947.
Le club est régulièrement vainqueur des coupes et championnats nationaux depuis les années 1970. Dans les années 1980, avec Péter Rusorán comme entraîneur, il atteint la première place des coupes européennes : deux fois en coupes des clubs champions et une fois en coupe des vainqueurs de coupe. Dans cette dernière, il s'illustre de nouveau en 1995 et 2001.

## Palmarès masculin

### Europe
- 2 coupes des clubs champions : 1980 et 1985.
- 3 coupes des vainqueurs de coupe : 1986, 1995 et 2002.

### Hongrie
- 2 supercoupes : 2001 et 2006.
- 18 titres de champion : 1947, 1949, 1953, 1975, 1976, 1977, 1979, 1980, 1981, 1982, 1983, 1984, 1989, 2007, 2008, 2009, 2010[2] et 2012[3].
- 14 coupes : 1947, 1961, 1971, 1981, 1983, 1984, 1992, 1994, 1996, 1998, 2001, 2002, 2004 et 2005.